# Flogstaparken

Flogstaparken är en park i Uppsala som ligger i stadsdelen Flogsta. Där finns en lekplats.